# Podoskop
Podoskop – urządzenie diagnostyczne do badania stóp wyposażone w lustro oraz światła LED. Przy pomocy podoskopu można badać stopy u dzieci, młodzieży i dorosłych. Daje wiele podstawowych informacji niezbędnych w trakcie diagnozowania i leczenia wszelkich schorzeń. Umożliwia właściwą ocenę kształtu stopy, obecności zgrubień na skórze, odcisków. Badanie podoskopowe to statyczna i dynamiczna ocena stabilności stóp. Pacjent staje na podoskopie diagnostycznym, który jest wyposażony w lustro oraz bardzo jasne, kolorowe diody LED. Badanie statyczne stóp pacjenta oraz ocena wad stóp jest możliwa dzięki metodzie odbicia lustrzanego. Badanie podoskopem diagnostycznym pozwala na szybką ocenę budowy stóp pacjenta.